# Сазонов, Рим Михайлович
Рим Михайлович Сазонов (1 декабря 1917, с. Поим, Пензенская губерния — 1988, Череповец) — Герой Советского Союза, гвардии майор, командир дивизиона 313-го гвардейского артиллерийского полка.

## Биография
Рим Михайлович родился 1 декабря 1917 года в селе Поим Чембарского уезда Пензенской губернии, ныне Белинского района Пензенской области.
Его родного отца звали Пётр Андреевич Поляков, а мать Дарья Васильева Полякова (позже Сазонова). Пётр Андреевич, был мещанином, владел купчей на отрубную землю размером 0.25 десятков, торговал железом. Отец был расстрелян в Чембарской трагедии 25 сентября 1918 года, как капиталист-заложник, реабилитировали его только в 2018 году. На тот момент будущему герою Советского Союза было всего 1 год.
Позже в 1932 году был усыновлён директором Поимской гимназии Михаилом Васильевичем Сазоновым, который дал мальчику своё отчество и фамилию
После окончания школы крестьянской молодёжи в родном селе поступил в Пензенский лесотехнический техникум. В июне 1937 года после защиты диплома по собственной просьбе был направлен на работу в Сибирь. Работал в Тайдонском леспромхозе Крапивинского района, с апреля 1938 года — начальником Кузельского мехлесопункта в Тайгинском районе.

### Служба в Красной армии
В сентябре 1938 года был призван в Красную Армию Тайгинским райвоенкоматом. Служил на Дальнем Востоке, окончил учебное подразделение, был командиром орудия в отдельном противотанковом дивизионе. Весной 1941 года подал рапорт и поступил в Рязанское артиллерийское училище.
С началом Великой Отечественной войны обучение велось по ускоренной программе, и уже в августе 1941 года состоялся выпуск. Лейтенант Сазонов получил назначение на должность командира 3-й батареи 912-го артиллерийского полка 342-й стрелковой дивизии. Боевое крещение получил в первых числах ноября 1941 года недалеко от города Ряжск. За бои под Москвой, за умелые действия батареи у деревни Чернушки молодой командир получил первую боевую награду — медаль «За отвагу».
C 1942 года член КПСС.
К лету 1943 года был назначен командиром артиллерийского дивизиона. Участвовал в боях на Орловско-Курской дуге. За успешные действия в Орловской наступательной операции и проявленный при этом массовый героизм 23 сентября 1943 года 342-я стрелковая дивизия была преобразована в 121-ю гвардейскую стрелковую дивизию, а 912-й артиллерийский полк стал 313-м гвардейским.
Во главе этого подразделения прошёл фронтовыми дорогами до Победы. Участвовал в боях за освобождение городов Гомель, Ровно, Луцк, Пшемысль, сражался на территории Польши, Германии, Чехословакии. Особо отличился при форсировании реки Одер.
В ночь на 26 января 1945 года гвардии майор Сазонов с группой солдат одним из первых форсировал реку Одер в районе населённого пункта Кёбен. На участке берега группа без боя скрытно заняла три пустующих дота. Выполняя приказ, гвардии майор Сазонов разместил солдат в дотах, провёл через реку связь к артдивизиону и приготовился к обороне. На следующий день артиллеристы и пехотинцы отбили 8 вражеских атак. Когда гитлеровцы вплотную подошли к дотам, командир артдивизиона вызвал огонь батарей на себя, и очередная атака была отбита. К 15.00 к берегу реки подошли остальные подразделения дивизии. Своими действиями группа гвардии майора Сазонова удержала плацдарм и обеспечила успешное форсирование реки Одер частями дивизии.
На четвёртый день боёв за удержание плацдарма расчёты дивизиона оказались разобщёнными и вели бой самостоятельно, фактически в окружении. При отражении очередной атаки, у орудия, рядом с которым был Сазонов, вышел из строя расчёт. Офицер сам встал за орудие, действуя и за наводчика и за заряжающего, подбил 3 танка и 4 бронетранспортёра. Увидев, что танки врага обезврежены, автоматчики стрелкового полка бросились в атаку и разорвали кольцо окружения.
Указом Президиума Верховного Совета СССР от 10 апреля 1945 года за образцовое выполнение заданий командования и проявленные мужество и героизм в боях с немецко-фашистскими захватчиками гвардии майору Сазонову Риму Михайловичу присвоено звание Героя Советского Союза с вручением ордена Ленина и медали «Золотая Звезда» (№ 4805).
В мае 1945 года со своим дивизионом участвовал в Пражской наступательной операции. За годы войны был два раза ранен и контужен. В 1946 году уволен в запас.

### Жизнь после войны
Вернулся к довоенной профессии.
В 1948 году окончил курсы при Ленинградской лесотехнической академии.
Работал старшим инженером треста «Волымлеспром», потом директором леспромхоза в Брестской, Могилёвской и Пинской областях Белоруссии.
В конце 1951 года приехал в Вологодскую область и девять лет руководил Удимским леспромхозом в комбинате «Устюглес».
Затем больше шести лет возглавлял Судский домостроительный комбинат.
С 1967 года и до выхода на пенсию Р. М. Сазонов работал начальником участка лесопиления и деревообработки Череповецкого металлургического комбината.
Умер в 1988 году в Череповце, где и похоронен на аллее Героев городского кладбища.

## Память
На родине в городе Белинский на мемориале установлен бюст.
В Череповецком районе проводятся традиционные турниры по футболу среди мужских команд и юношей памяти Героя Советского Союза Рима Михайловича Сазонова. Спонсором турниров является Александр Сазонов, сын Героя.

## Награды
- Медаль «Золотая Звезда»;
- орден Ленина;
- орден Красного Знамени;
- орден Александра Невского;
- два ордена Отечественной войны 1 степени;
- орден Отечественной войны 2 степени;
- орден Красной Звезды;
- медаль «За отвагу» (1942);
- другие медали.